# Federazione Internazionale di Wushu
La Federazione Internazionale di Wushu (Inglese: International Wushu Federation, IWUF; Cinese: Guoji Wushu Lianhehui 国际武术联合会) è la federazione sportiva internazionale, riconosciuta dal CIO che governa lo sport della wushu. È stata fondata il 3 ottobre 1990 presso i Giochi asiatici. L'organizzazione promuove il wushu nelle sue varie forme, specialmente wushu taolu e sanda. La IWUF ospita i campionati mondiali di wushu dal 1991.

## Competizioni
Campionati del Mondo:
- Campionati Mondiali di Wushu: dal 1991
- Campionati Mondiali di Kung Fu (precedentemente chiamato Campionati del Mondo di Wushu Tradizionale): dal 2004
- Campionati Mondiali di Wushu per Ragazzi: dal 2006
- Campionati Mondiali di Taijiquan: dal 2014

Coppe del Mondo:
- Coppe Mondiali di Sanda: dal 2004
- Coppe Mondiali di Taolu: dal 2018